# Niewola kontraktowa

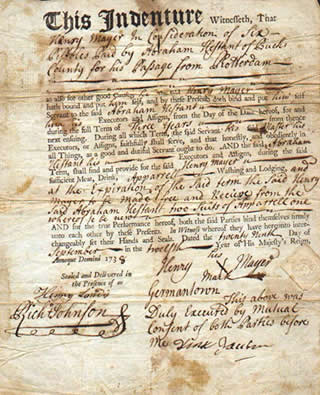
Kontrakt niewolniczy podpisany jako Henry Mayer, za pomocą „X” w 1738. Posiadaczem kontraktu był Abraham Hestant z Bucks County w stanie Pensylwania

Niewola kontraktowa (ang. indentured servitude) – forma kontraktu podpisanego pomiędzy dwiema osobami, w którym jedna z nich jest zmuszona do pracy na rzecz drugiej w celu odpracowania długu. Jest to rodzaj transakcji barterowej, gdzie niewolnik kontraktowy odpracowuje bezpłatnie zaciągnięty dług u właściciela kontraktu. Sługa odpracowywał zwykle koszt transportu statkiem albo inną przysługę u beneficjenta.

## Opis
Niewolnik kontraktowy to pracownik w systemie pracy przymusowej, który jest zmuszany do jej wykonywania poprzez podpisaną umowę. Niewolnik kontraktowy musi pracować nieodpłatnie na rzecz posiadacza kontraktu przez określony w nim czas. Sam kontrakt zwykle też reguluje kwestie sprzedaży pracy niewolnika stronom trzecim. Niewolnik kontraktowy zwykle wchodzi w relację kontraktową w zamian za określoną zapłatę albo przywilej (taki jak transport do nowego miejsca) albo jako wypełnienie prawnego zobowiązania w przypadku niewoli za długi. Po wypełnieniu wymogów kontraktu, niewolnik kontraktowy uzyskiwał wolność oraz okazjonalnie ziemię uprawną. Jednak sam okres niewoli często był zbyt surowy, przez co duża część niewolników kontraktowych nie dożywała końca swojej umowy. W wielu krajach system niewoli kontraktowej został prawnie zakazany, jest także zabroniony przez Powszechną Deklarację Praw Człowieka Nie wolno nikogo czynić niewolnikiem ani nakładać na nikogo służebności; niewolnictwo i handel niewolnikami są zakazane we wszystkich swych postaciach (art. 4), a także przez Międzynarodowy Pakt Praw Obywatelskich i Politycznych (art. 8) oraz w 29 Konwencji MOP i art. 1a Konwencji o zakazie niewolnictwa i zbliżonych instytucji z 1956 r.
W niektórych przypadkach kontrakt niewolniczy był podpisywany z właścicielem statku, który następnie po przyjeździe do kolonii sprzedawał umowę lokalnym podmiotom. Większość niewolników kontraktowych pracowało jako farmerzy albo służba domowa, ale zdarzało się, że pracowali także w warsztatach rzemieślniczych. Zasady umowy nie zawsze były egzekwowane przez amerykańskie sądy, chociaż zwykle osoby uciekające od umowy były poszukiwane i zwracane posiadaczowi kontraktu. Od 1/3 do 2/3 wszystkich białych imigrantów do kolonii, zaczynając od lat trzydziestych XVII wieku aż do czasu Wojny o Niepodległość Stanów Zjednoczonych było związanych niewolą kontraktową.
Mimo tego, że niewolnicy kontraktowi stanowili prawie połowę wszystkich europejskich imigrantów do Trzynastu Kolonii, to w każdym momencie stanowili mniejszość w stosunku do ogółu wolnych robotników.
Szczególnie ważni ekonomicznie byli na terenach od Wirginii na północ aż do New Jersey. W innych koloniach ich liczebność była znacznie mniejsza. Szacuje się, że spośród wszystkich 500 000 imigrantów z Europy do Trzynastu Kolonii, aż 55 000 było więźniami. Z tych 450 000 Europejczyków, którzy przybyli z własnej woli, Tomlins szacuje, że aż 48% było niewolnikami kontraktowymi.
Ponad 75% z nich miało mniej niż 25 lat. Wiek dorosłości wtedy wynosił 24 lata, a ci dorośli przybywali zwykle na kontraktach trwających około 3 lata.
Jeśli chodzi o przybywające dzieci, to Gary Nash twierdzi, że „wielu z młodocianych niewolników było bratankami, siostrzenicami, kuzynami i dziećmi przyjaciół emigrujących Anglików, którzy płacili za swą podróż w formie nieodpłatnej pracy po przybyciu do Ameryki.”.
Istnieje kilka świadectw porwań w celu uprowadzenia do Ameryki, na przykład sprawa Petera Wiliamsona (1730-1799). Historyk Richard Hofstadter wskazuje, że pomimo „Prowadzenia licznych działań w celu kontroli i regulacji kontraktów niewolniczych, oraz malejącej liczby przypadków w XVIII wieku, prawdą jest, że mała, lecz znacząca liczba przedstawicieli białej populacji Ameryk została sprowadzona tam siłą, jednak dużo większa część skończyła tam z powodu oszustw ze strony „duchów” (osób rekrutujących)”. Jeden z „duchów” – Wiliam Thiene – zasłynął sprowadzeniem z Wysp Brytyjskich ponad 840 osób w ciągu jednego roku. Historyk Lerone Bennett, Jr. podkreśla, że „jeśli chodzi o karę chłosty, to właściciela często nie obchodziło czy ofiara była czarna, czy biała”.
Niewola kontraktowa była także często stosowana przez różne rządy Anglii i Wielkiej Brytanii jako forma kary dla pokonanych przeciwników w rebeliach i wojnach domowych. Oliver Cromwell wysłał w przymusową niewolę kontraktową tysiące jeńców wojennych pojmanych w bitwach pod Preston (1648) i pod Worcester (1651). Król Jakub II Stuart zachował się podobnie po rebelii Monmoutha w 1685, a podobne kary były praktykowane również w XVIII wieku.
Niewolnicy kontraktowi nie mogli brać ślubu bez zgody swojego pana, byli czasem poddawani karom cielesnym oraz nie posiadali podmiotowości prawnej. Aby zapewnić, że ramy czasowe kontraktu zostaną w pełni wypełnione, w przypadku zajścia w ciążę przez niewolnicę kontrakt pozostawał zawieszony na okres jej niezdolności do pracy. Po zakończeniu okresu pracy opisanego w kontrakcie, niewolnicy odzyskiwali swoje prawa i stawali się wolni.
Wojna o niepodległość Stanów Zjednoczonych znacznie ograniczyła ten typ imigracji do Ameryk, jednak wśród historyków trwa spór co do długotrwałych jej skutków. Sharon Salinger argumentuje, że z powodu kryzysu gospodarczego po zakończeniu konfliktu, tego rodzaju kontrakty stały się zwyczajnie nierentowne. Według jego szacunków populacja Filadelfii objęta kontraktami niewolniczymi spadła z 17% do 6,4% podczas trwania wojny. Wiliam Miller proponuje bardziej umiarkowaną teorię: „Rewolucja... przyniosła destabilizację instytucji białej służebności. Ale jej skutki były bardziej chwilowe niż długotrwałe”. David Galenson popiera tę wersję, argumentując, że spadająca liczba niewolników kontraktowych z Wysp Brytyjskich dała miejsce fali kontraktów z innych części Europy, dotyczących innych narodowości.
Z biegiem lat amerykańskie i brytyjskie rządy wprowadziły wiele praw, które spowodowały zanik kontraktów niewolniczych. Na przykład uchwała Parlamentu Brytyjskiego „Passenger Vessels Act 1803” regulowała wiele zasad transportu morskiego, co spowodowało, że podróże były droższe, a przez to biedoty nie było stać na taki wydatek. Z kolei prawo amerykańskie uchwalone w 1833 zakazywało więzienia dłużników, co znacznie utrudniało wypełnienie kontraktu niewolniczego oraz ułatwiało zbiegom unikanie zobowiązań kontraktowych. Ostatecznie 13. poprawka do Konstytucji Stanów Zjednoczonych, wprowadzona podczas trwania Wojny secesyjnej, całkowicie zakazała niewolnictwa, a zatem także zawierania kontraktów niewolniczych na terenie Stanów Zjednoczonych.